# Moderna museet, Jerevan

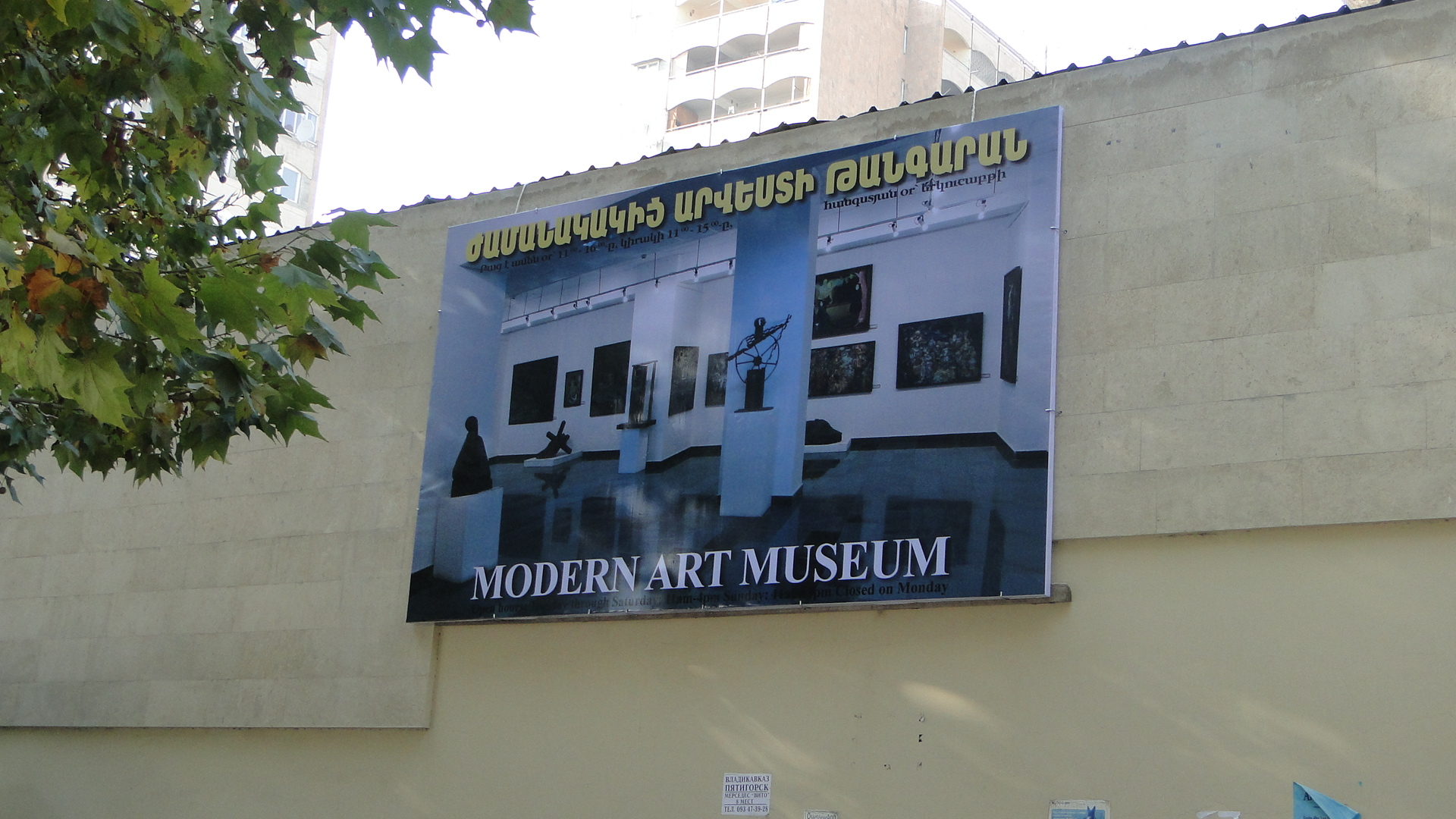
Skylt.

Moderna museet, Jerevan (armeniska: Երևանի Ժամանակակից Արվեստի Թանգարան) är ett konstmuseum för modern och samtida konst i Jerevan i Armenien. Det ligger vid Mashtotsavenyn i distriktet Kentron.
Moderna museet grundades 1972 på initiativ av målaren Henrik Igityan (1932–2009), som sedan var chef för museet under 37 år.

## Galleri

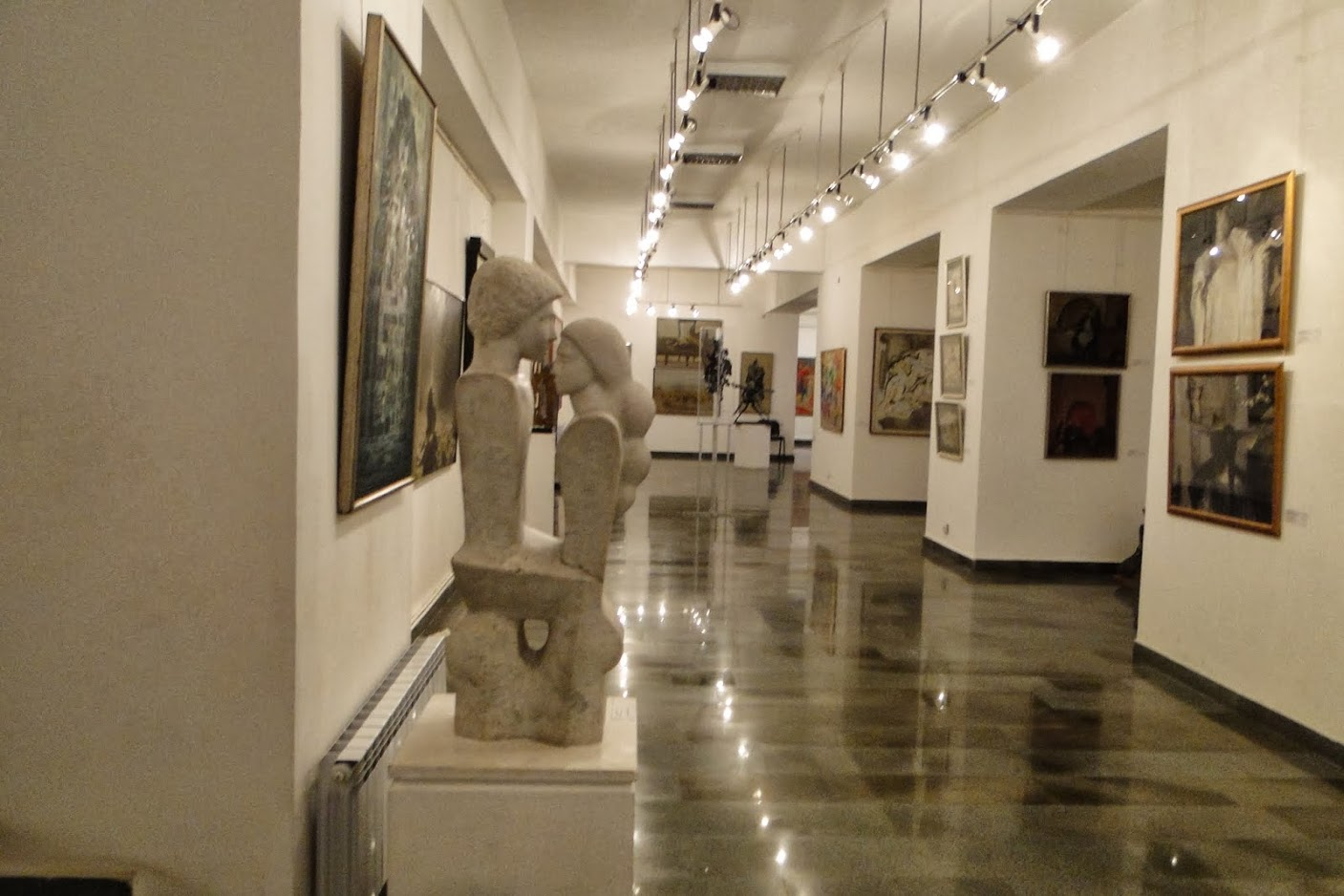
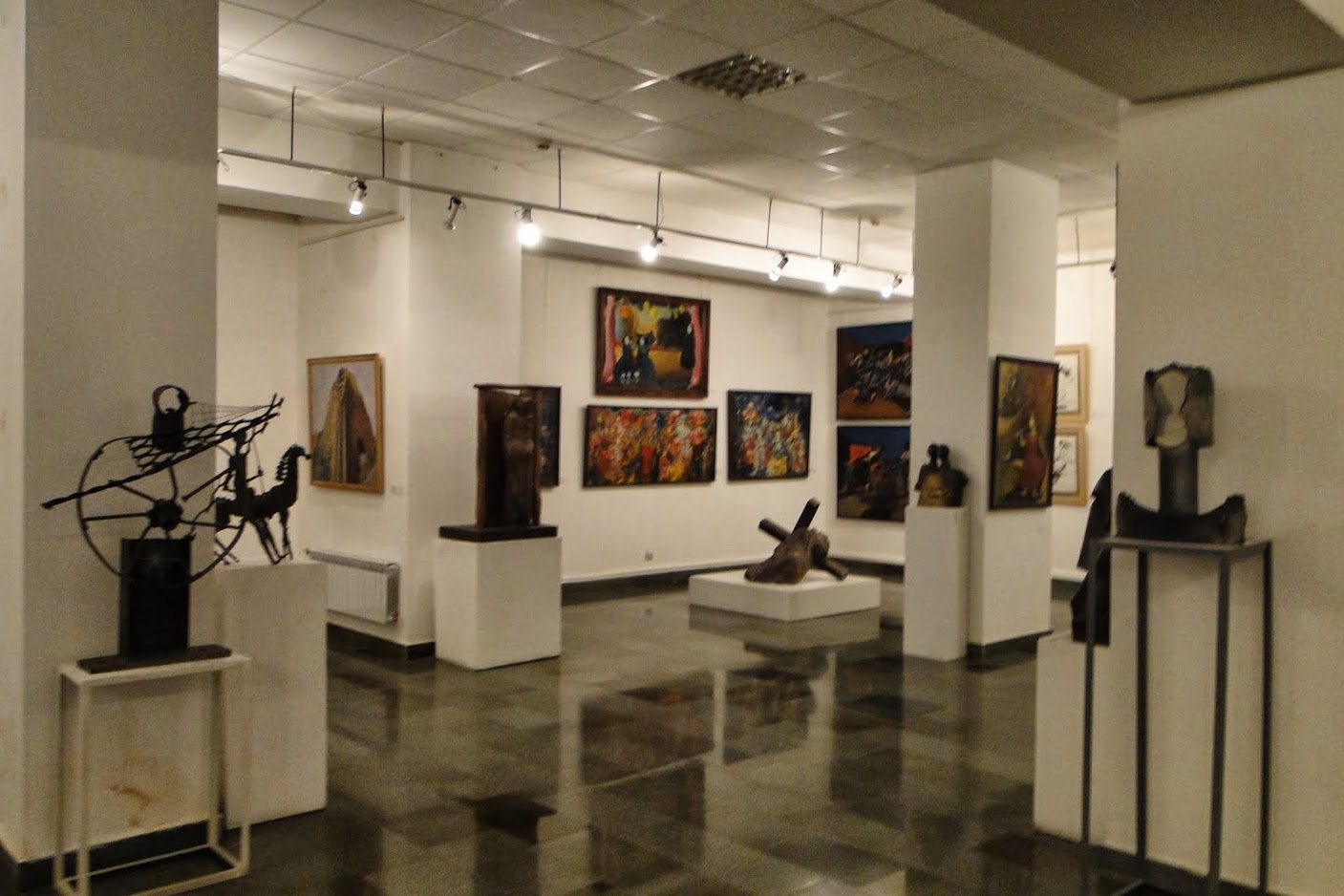
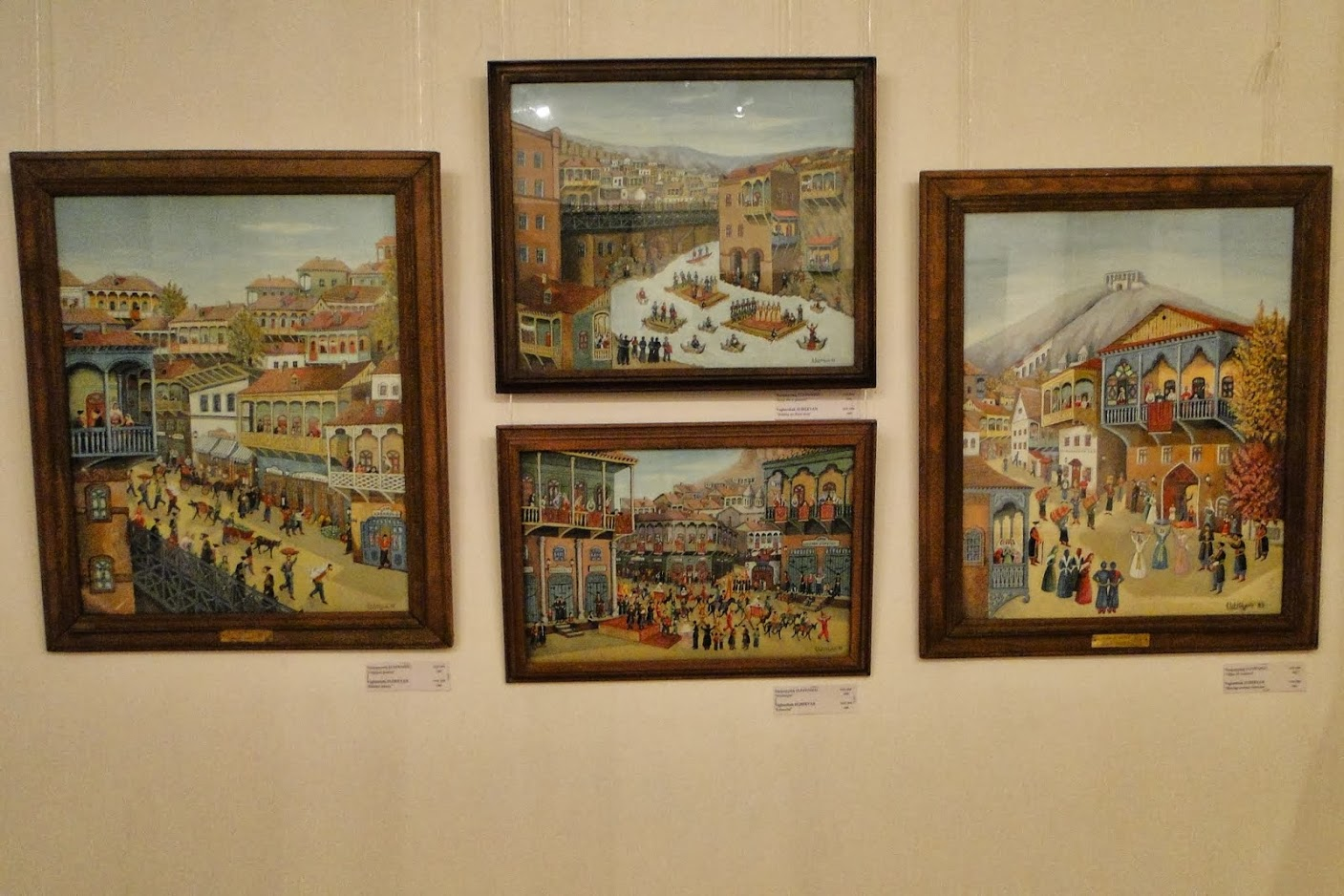
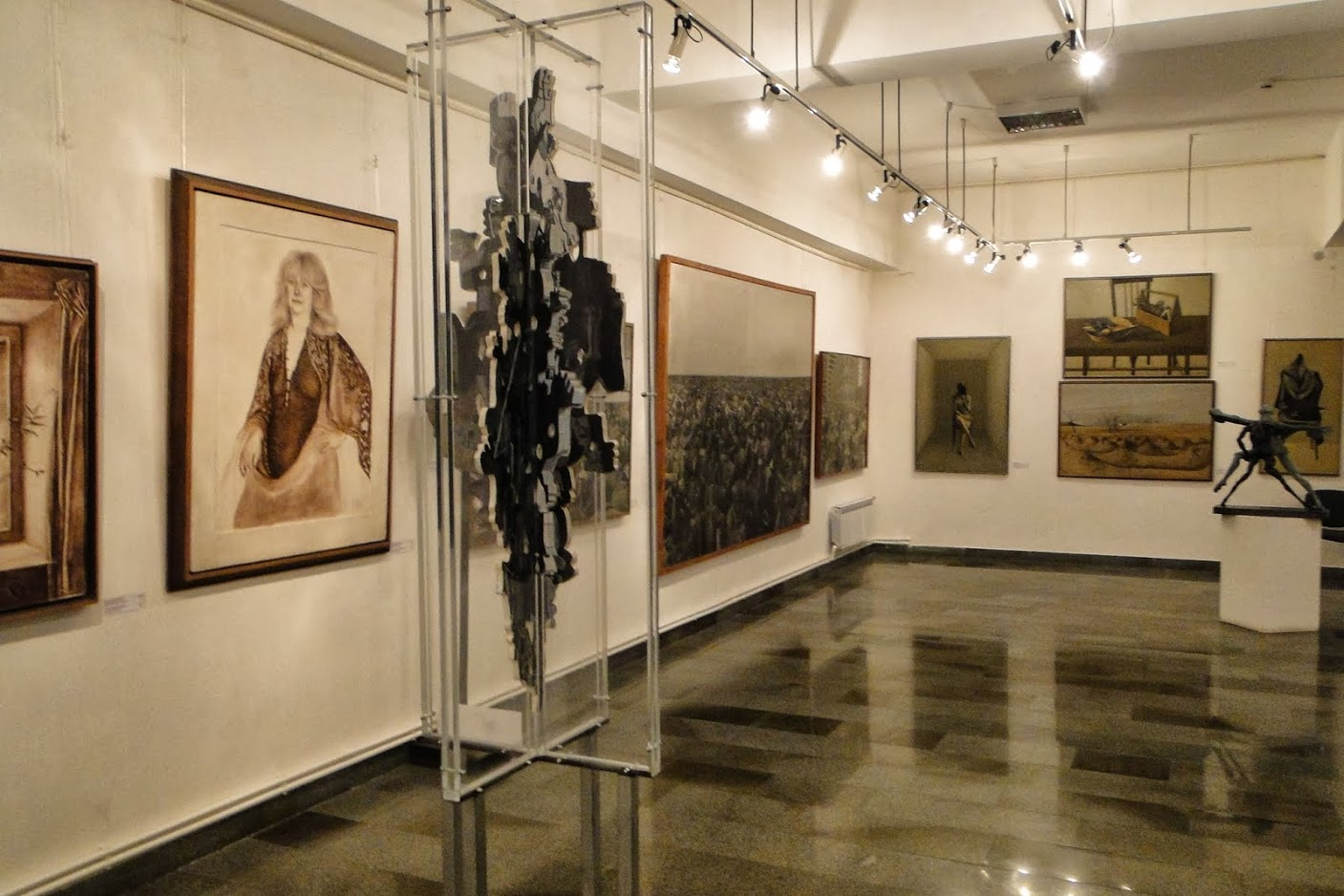
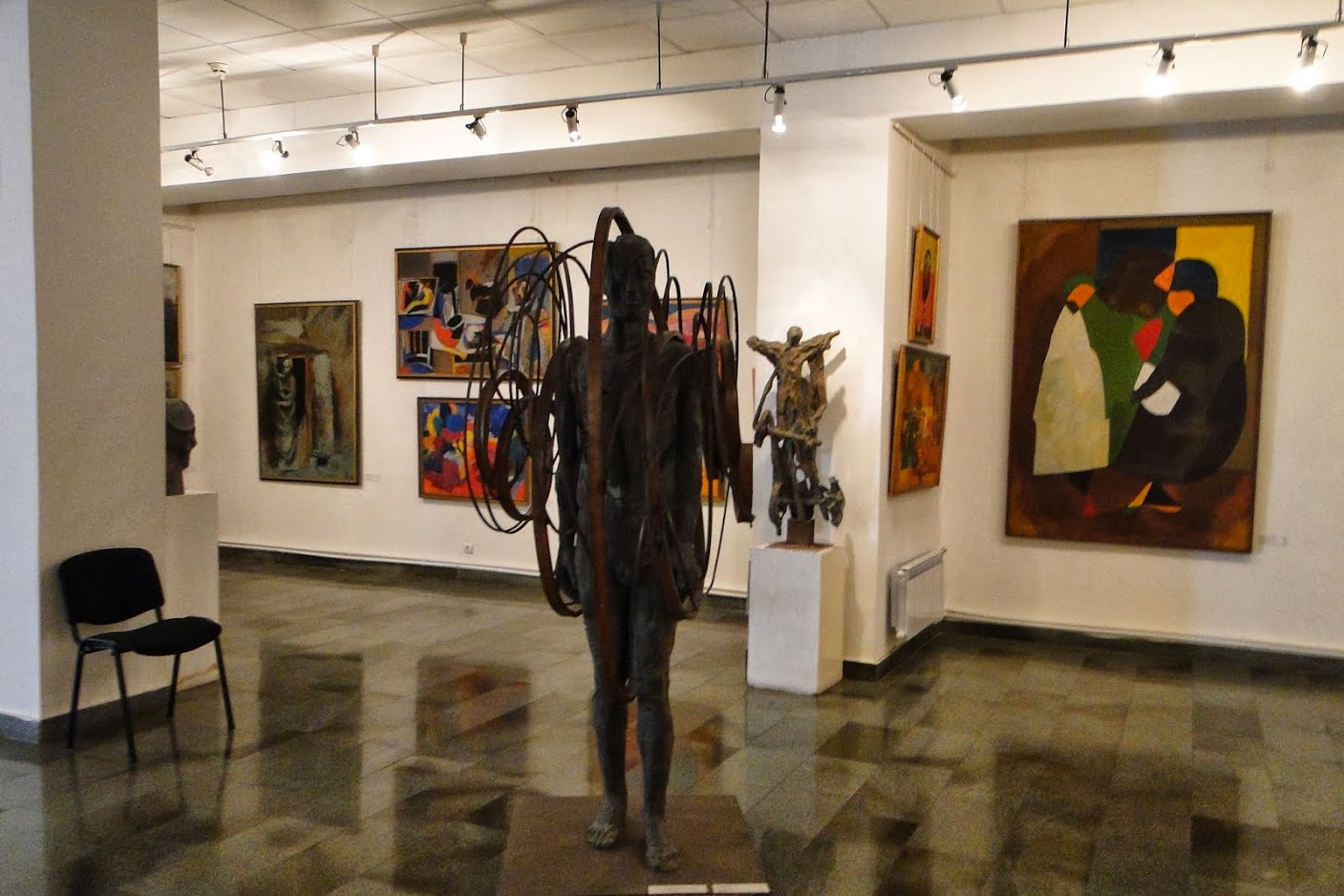
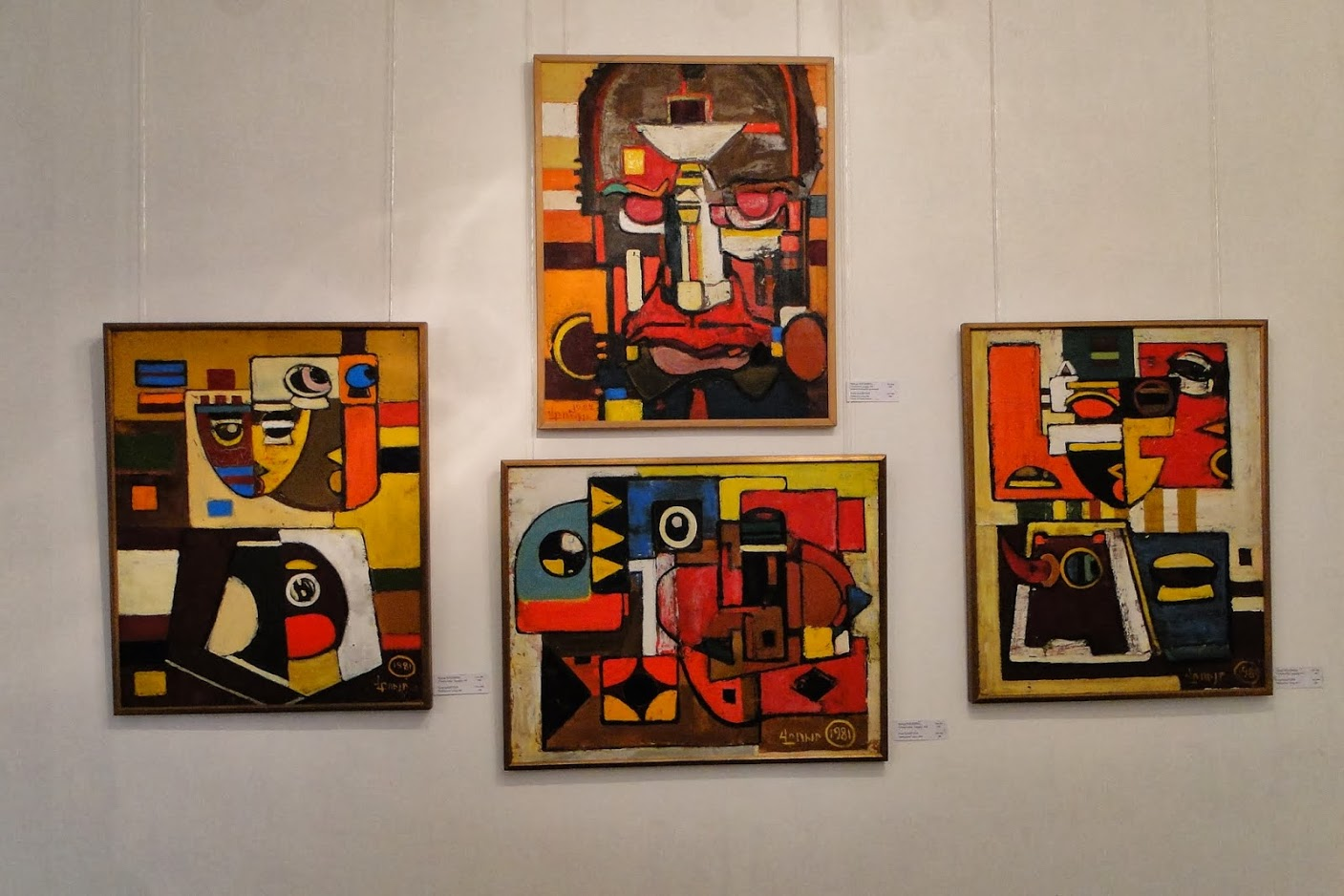
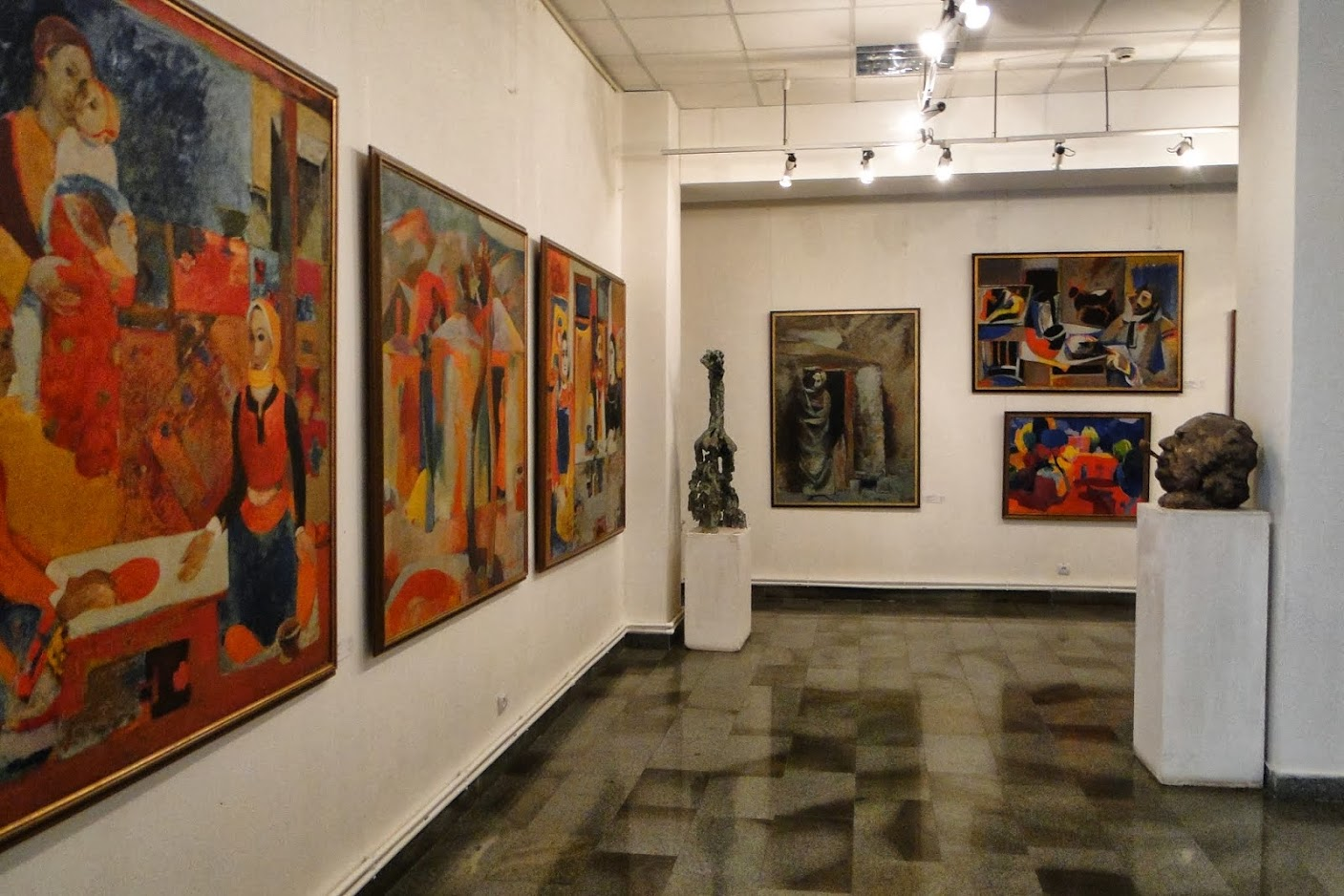